# Cimetière juif de Putte
Les cimetières juifs de Putte à Putte, en Campine, aux Pays-Bas, sont situés au centre du territoire de cette commune et au nord du bourg qui est bordé par la frontière entre la Belgique et les Pays-Bas, aux adresses Krommerweg 5 pour le Shomrei Hadass Joods Kerkhof et Noorweg 38 pour le Machzikei Hadas. Proches l'un de l'autre, ils sont à une vingtaine de kilomètres au nord d'Anvers. Les trois principales communautés juives d’Anvers ont leurs cimetières à Putte.

## Histoire
Les communautés d'Anvers voulant une inhumation à perpétuité, une condition qui ne peut être garantie à Anvers, enterrent leur défunts ailleurs, dans les cimetières juif de Putte, aux Pays-Bas, situé à une distance rapprochée d'Anvers.

## Personnalités enterrées à Putte
- Moshe Yitzchok Gewirtzman
- Yaakov Leiser